# Clase Majestic (1895)
La clase Majestic fue una serie de nueve acorazados pre-dreadnoughts, de la Marina Real Británica, construidos a mediados de la década de 1890 en el marco del Programa Spencer, que lleva el nombre del Primer Lord del Almirantazgo, John Poyntz Spencer. Con nueve unidades encargadas, eran la clase de acorazados más numerosa. Los nueve barcos, HMS Majestic, Caesar, Hannibal, Illustrious, Jupiter, Magnificent, Mars, Prince George y Victorious, fueron construidos entre 1894 y 1898 como parte de un programa para fortalecer la Royal Navy frente a sus dos rivales tradicionales, Francia y Rusia. Esto continuó las iniciativas de rearme naval iniciadas por la Ley de Defensa Naval de 1889.
La clase introdujo una serie de mejoras significativas en el diseño de los acorazados británicos, incluidos escudos blindados para los cañones de la batería principal montados en barbetas. Los barcos estaban armados con una batería principal de cuatro cañones BL Mark VIII de 12 pulgadas, el primer arma de gran calibre de la Royal Navy que utilizaba propelente sin humo, lo que la hacía superior en casi todos los aspectos a cañones anteriores más grandes. También fueron los primeros barcos británicos en incorporar blindaje Harvey, lo que les permitió llevar un nivel de protección mucho más completo. Los barcos demostraron estar entre los diseños más exitosos de su época y fueron ampliamente copiados en armadas extranjeras, incluida la clase japonesa Shikishima y el acorazado Mikasa, ambos versiones modificadas del diseño Majestic.
Los nueve barcos desempeñaron diversas funciones a lo largo de sus carreras. Sirvieron principalmente en la Flota del Canal, aunque varios rotaron en la Flota del Mediterráneo; además, el Victorious sirvió en la Estación de China en 1900-02. Cuando estalló la Primera Guerra Mundial en julio de 1914, ya no eran barcos de primera línea y se utilizaron para proteger el cruce de la Fuerza Expedicionaria Británica y varios puntos de la costa británica. En 1915, varios de los barcos fueron desarmados y sus cañones se destinaron a equipar los monitores de clase Lord Clive. Los acorazados desarmados se utilizaron como buques de transporte de tropas durante la Campaña de los Dardanelos, y el Prince George y el Majestic se utilizaron para bombardear posiciones enemigas antes de que el Majestic fuera torpedeado por un submarino alemán. Los barcos supervivientes se emplearon en funciones secundarias a partir de 1915 y, después de la guerra, todos se vendieron para su desguace en 1920-22. Sólo uno, el Príncipe George, evitó el desguace al naufragar frente a Camperduin (Países Bajos).

## Diseño

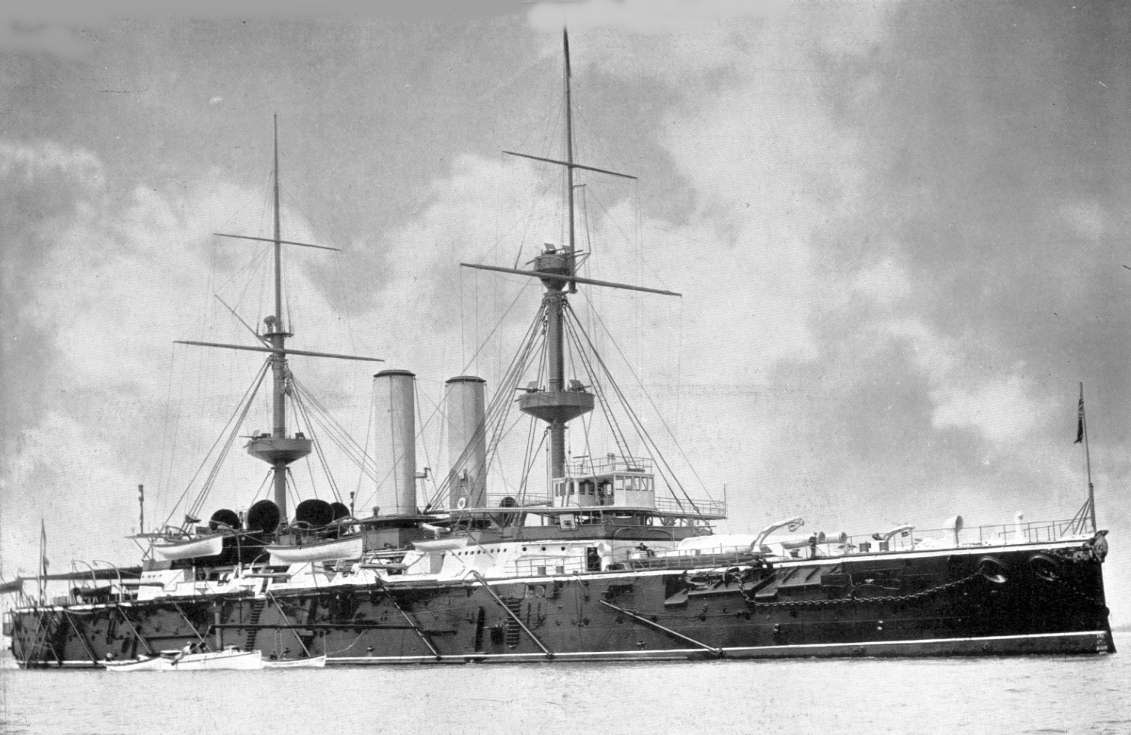
El HMS Royal Sovereign, en el cual se basó el diseño de la clase Majestic

En 1891, el contraalmirante Jackie Fisher, entonces controlador de la Royal Navy, emitió una solicitud para un nuevo diseño de acorazado basado en la clase Royal Sovereign, pero que incorporaba un cañón de 12 pulgadas (305 mm) de diseño reciente y un blindaje Harvey, que era significativamente más resistente que el blindaje compuesto. El Director de Construcción Naval, William Henry White, preparó un diseño preliminar para un barco de 12 500 toneladas largas (12 701 t) armado con cuatro de los 12 cañones y protegido con un cinturón blindado de 9 pulgadas (229 mm) de espesor. White presentó el diseño el 27 de enero de 1892 al Almirantazgo. Debido a la mayor resistencia que proporcionaba el blindaje Harvey, se podía usar menos espesor para el mismo nivel de protección, lo que permitía una reducción de peso significativa. Como resultado, el esquema de protección se hizo más sólido y completo que en el caso de clase Royal Sovereign, al tiempo que minimizó el aumento del desplazamiento. Esto incluyó la instalación de escudos blindados completamente cerrados para los cañones de la batería principal.
La Junta aprobó el diseño y tenía la intención de construir tres barcos según el programa de 1892, pero el trabajo en el cañón de 12 pulgadas estaba tardando más de lo previsto, por lo que la construcción se retrasó hasta el programa de 1893. En ese momento, el tercer barco de lo que iba a ser la clase Majestic fue rediseñado como un acorazado de segunda clase, el HMS Renown, dejando sólo dos barcos por construir según las estimaciones de 1893. En agosto de 1893, sin embargo, el público percibió que la fuerza de la Royal Navy había disminuido en relación con sus rivales tradicionales, las armadas francesa y rusa. John Spencer, Primer Lord del Almirantazgo, propuso un gran plan de expansión naval conocido como Programa Spencer que incluía siete acorazados clase Majestic más para calmar a la opinión pública.
La clase Majestic iba a ser un punto de referencia para todos los pre-dreadnoughts siguientes. Mientras que los anteriores acorazados de la clase Royal Sovereign habían revolucionado y estabilizado el diseño de los acorazados británicos al introducir el acorazado de alto francobordo con cuatro cañones en la batería principal en montajes gemelos en barbetas a proa y popa, fue la clase Majestic la que dispuso los doce cañones en la batería principal y comenzó la práctica de montar armas blindadas sobre las barbetas; éstas, muy diferentes de los diseños circulares, pesados y de estilo antiguo precedentes, se conocerían como "torretas" y se convertirían en el estándar en los buques de guerra de todo el mundo. De la clase Majestic, la clase de acorazados más grande jamás construida, fueron algunos de los acorazados más exitosos de su tiempo y fueron ampliamente copiados. De hecho, la clase japonesa Shikishima y el acorazado Mikasa se basaron directamente en el diseño de la clase Majestic.

### Características generales y maquinaria

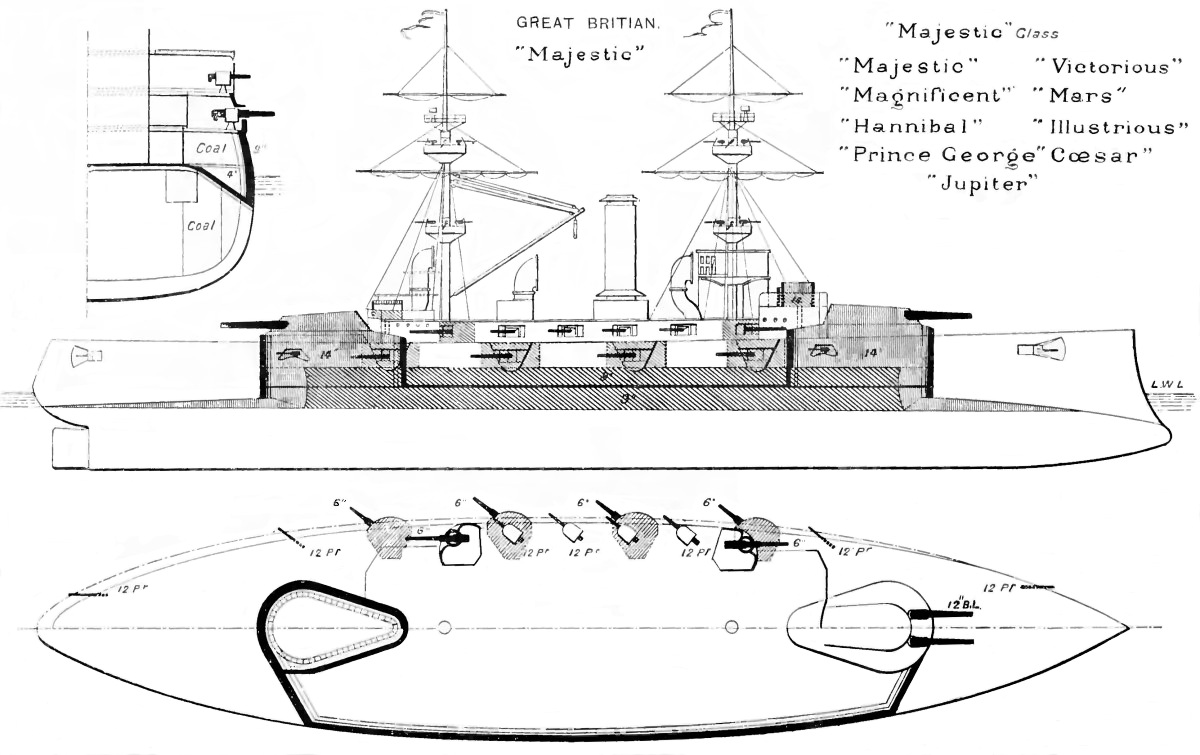
Vista de estribor, plano de cubierta y sección del casco como se muestra en la publicación Brassey's Naval Annual en 1902; las áreas sombreadas representan el blindaje del buque.

La clase Majestic tenía 390 pies (118,9 m) de eslora entre perpendiculares (LBP), con 421 pies (128,3 m) de eslora total (LOA). Tenía una manga de 75 pies (22,9 m) y un calado de 27 pies (8,2 m). Los buques desplazaban hasta 16 060 toneladas largas (16 318 t) con carga de combate completa (Δm). Los barcos tenían un francobordo de 25 pies (7,6 m) hacia proa, 17 pies 3 pulgadas (5,26 m) en el centro del barco y 18 pies 6 pulgadas (5,64 m) hacia popa. Sus cascos estaban divididos en numerosos compartimentos estancos, con 72 de ellos dentro de la ciudadela blindada y 78 fuera de ella. Un doble fondo se extendía por gran parte de la longitud del casco. Estaban equipados con dos mástiles, cada uno con dos cofas de combate. A excepción del Caesar, Hannibal, e Illustrious, tenían un nuevo diseño en el que el puente estaba montado alrededor de la base del trinquete detrás de la torre de mando para evitar que un puente dañado en la batalla se derrumbara alrededor de la torre.
Los buques de la clase Majestic eran considerados barcos de buen comportamiento en mar, en gran parte por su alto francobordo, de fácil balanceo y buenos evacuación de gases, y aunque adolecían de un elevado consumo de combustible, eran muy maniobrables. Tenían una altura metacéntrica transversal de 3,7 pies (1,13 m) a plena carga. Los barcos tenían una tripulación de 672 a 794 oficiales y marineros, y este número variaba entre barcos y a lo largo de sus carreras. Cada barco llevaba una variedad de embarcaciones más pequeñas, que generalmente incluían tres pinazas de vapor, una lancha de vapor de 42 pies (13 m), dos cúters de 34 pies (10,4 m), dos botes balleneros de 27 pies (8,2 m), tres gigs de entre 24 y 32 pies (7,3 y 9,8 m), un esquife auxiliar de 16 pies (4,9 m) y una balsa de 13 pies 6 pulgadas (4,11 m). Los barcos estaban equipados con seis reflectores de 24 pulgadas (610 mm), cuatro en el puente y uno en cada mástil. Los nueve barcos recibieron transmisores inalámbricos Tipo I en 1909-10.

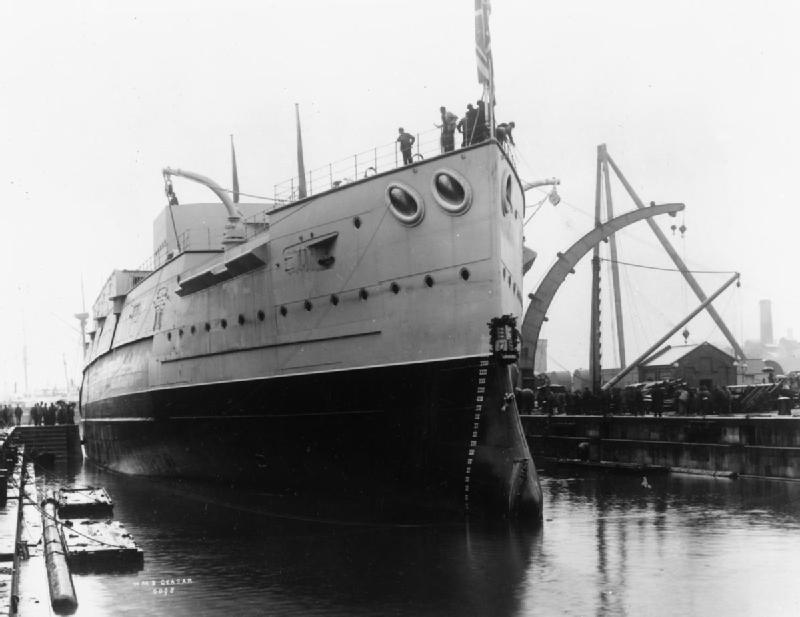
El Caesar durante su acondicionamiento, una vez botado en Portsmouth

Durante las pruebas de mar del anterior acorazado Royal Sovereign, los ingenieros del barco aprendieron que los motores podrían fallar con altos niveles de tiro forzado;  como resultado, la clase Majestic fue diseñada para alcanzar la misma velocidad máxima con un motor más potente. Esto permitió a los ingenieros un margen más amplio de seguridad a máxima velocidad. Su sistema de propulsión constaba de dos motores de triple expansión de 3 cilindros, cada uno de los cuales accionaba una única hélice de cuatro palas. El vapor era proporcionado por ocho calderas marinas escocesas de un solo extremo alimentadas con carbón, que estaban conectadas a un par de embudos colocados uno al lado del otro. Sus motores tenían una potencia nominal de 7500 kilovatios (10 058 HP; 10 197 CV), resultando en 10.000 caballos de fuerza indicados (ihp) con uso normal y proporcionaban una velocidad máxima de 16 nudos (29,6 km/h; 18,4 mph). A tiro forzado, podían alcanzar 12.000 hp (8.900 kW) y 17 nudos (31,5 km/h; 19,6 mph). En 1908, los barcos habían sido alimentados con modelos mixtos de carbón y petróleo. Los barcos transportaban normalmente 1100 toneladas (1083 LT; 1213 ST) de carbón, y los espacios adicionales permitían almacenar hasta 1900 toneladas (1870 LT; 2094 ST). Con la instalación de las nuevas calderas se añadió un almacenamiento de petróleo de 400 a 500 toneladas (394 a 492 LT) (441 a 551 ST). A una velocidad de 10 nudos (18,5 km/h; 11,5 mph), los barcos podían recorrer 7000 millas náuticas (12 964 km; 8055 mi). A 14,6 nudos (27,0 km/h; 16,8 mph), su radio de crucero se redujo a 4420 millas náuticas (8186 km; 5086 mi).

### Armamento

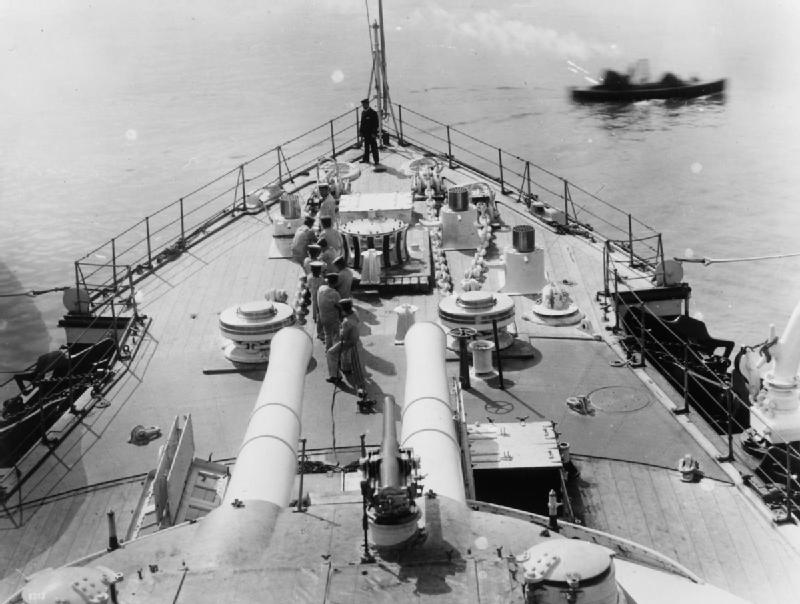
Cañón de proa de 12" del Majestic; con un cañón de 12 libras montado sobre la torre.

El Majestic y sus buques gemelos estaban armados con cuatro cañones BL Mk VIII de 12 pulgadas de calibre 35 en torretas gemelas, una en proa avante y otra en popa. Este calibre se convertiría en el estándar para todas las clases de acorazados británicos construidos durante los próximos quince años. Fueron los primeros acorazados británicos nuevos en montar una batería principal de 12 pulgadas desde la década de 1880. El nuevo cañón supuso una mejora significativa con respecto al cañón de 13,5 pulgadas (343 mm) que se había instalado en las clases Admiral y Royal Sovereign que precedieron a la Majestic, en términos de balística y resistencia del arma en sí, y era significativamente más ligero. El cañón de 12 pulgadas tenía una velocidad inicial de 2500 pies por segundo (760 m/s), un aumento significativo con respecto al cañón de 13,5 pulgadas debido al uso de propulsor sin humo, y podía disparar un proyectil de 850 libras (385,6 kg) con un alcance de 13 900 yardas (12 710 m).
Las torretas estaban colocadas sobre barbetas en forma de pera; los primeros seis barcos tenían esta disposición, pero los dos últimos, el Caesar e Illustrious, las tenían circulares. Los montajes BII en los primeros seis barcos permitieron la carga completa desde el suministro de munición lista guardada en la torreta, pero los cañones tuvieron que regresar a la línea central para sacar la munición de los cargadores, ya que los elevadores de municiones no giraban con la torreta. El Caesar y el Illustrious, con sus barbetas circulares, tenían montajes BIII con polipastos giratorios, que permitían la carga completa desde los cargadores. Tanto los soportes BII como BIII tenían un rango de elevación de -5 º a 13,5 º, con el ángulo de carga en elevación máxima. Durante la Primera Guerra Mundial, cuatro de los "Majestics" fueron desarmados y estas armas se usaron para armar a ocho monitores clase Lord Clive. Posteriormente se emplazaron otras dos torretas del Illustrious como cañones costeros en el estuario del río Tyne.
El ahorro de peso de la batería principal permitió a la clase Majestic llevar una batería secundaria de doce cañones QF (de tiro rápido) de 6 pulgadas y calibre 40, un armamento secundario más grande que en clases anteriores. Estos estaban montados en casamatas en dos cubiertas de armas en el centro del barco, y disparaban proyectiles de 100 libras (45,4 kg) a una velocidad inicial de 2205 pies por segundo (672,1 m/s). Elevados a 15 º, podían alcanzar objetivos a una distancia de hasta 10 000 yardas (9144 m). Los barcos también llevaban dieciséis cañones QF Mk I de 12 libras y doce cañones QF Mk I de 2 libras para la defensa contra torpederos. Estos se colocaron en una variedad de soportes, incluso en casamatas, en los techos de las torretas de la batería principal y en las cimas de combate. Los barcos también estaban equipados con cinco tubos lanzatorpedos de 18 pulgadas (457 mm), cuatro de los cuales estaban sumergidos en el casco del barco y el último en un lanzador montado en la cubierta en la popa. El Arsenal Real de Woolwich fabricó los torpedos, que eran del modelo Mark IV; Estos llevaban una ojiva de 200 libras (90,7 kg) y tenían un alcance de 690 metros (755 yd) a una velocidad de 50,9 kilómetros por hora (27,5 ns; 31,6 mph).

### Blindaje
El cinturón blindado de la clase Majestic constaba de 9 pulgadas (229 mm) de acero Harvey, lo que permitía una protección similar a menor peso en comparación con los tipos de blindaje anteriores. Esto permitió que los barcos tuvieran un cinturón más profundo y liviano que los acorazados anteriores sin pérdida de protección. El cinturón del blindaje se extendía a lo largo de 220 pies (67 m) a lo largo del casco; cubría 5 pies 6 pulgadas (1,68 m) por encima de la línea de flotación y 9 pies 6 pulgadas (2,90 m) por debajo. El cinturón estaba conectado, a través de las barbetas, por un mamparo transversal de 14 pulgadas (356 mm) de espesor hacia adelante y un mamparo de 12 pulgadas (305 mm) de espesor hacia atrás. La cubierta blindada del barco tenía 3 pulgadas (76 mm) de espesor en la parte central, con lados inclinados de 4 pulgadas (102 mm) de espesor que se conectaban al borde inferior del cinturón del blindaje. Esta disposición requería que cualquier proyectil que penetrara el cinturón pasara también a través de la cubierta antes de que pudiera alcanzar puntos vitales del barco. La plataforma se redujo a 2 1⁄2 pulgadas hacia proa y popa.
Las barbetas de la batería principal estaban protegidas con 14 pulgadas de blindaje en sus lados expuestos sobre la cubierta blindada, mientras que la parte que estaba enmascarada debajo de la cubierta se redujo a 7 pulgadas (178 mm). Las torretas de la batería principal tenían caras de 10 pulgadas (254 mm) de espesor, lados de 5,5 pulgadas (140 mm) de espesor, partes traseras de 4 pulgadas (102 mm) y techos de 2 pulgadas de espesor. Las casamatas de los cañones secundarios tenían 6 pulgadas (152 mm) de espesor, con lados y parte trasera de 22 pulgadas (559 mm) de espesor para proteger a las tripulaciones de posibles esquirlas. Un pluteo de 6 pulgadas de espesor cubría el tubo lanzatorpedos en popa. La torre de mando de proa tenía 14 pulgadas (356 mm) de acero en los costados y frente, con una reducción a 12 pulgadas (305 mm) a popa. La segunda torre de mando, en popa, tenía una protección de blindaje mucho más somera, con 3 pulgadas (76 mm) en todos los frentes.

## Buques de la clase
| Nombre            | Astillero                  | Puesta de quilla         | Botado                   | Completado        |
| ----------------- | -------------------------- | ------------------------ | ------------------------ | ----------------- |
| HMS Caesar        | Base Naval de Portsmouth   | 25 de marzo de 1895      | 2 de septiembre de 1896  | Enero de 1898     |
| HMS Hannibal      | Astillero de Pembroke      | 1 de mayo de 1894        | 28 de abril de 1896      | Abril de 1898     |
| HMS Illustrious   | Astillero de Chatham       | 11 de marzo de 1895      | 17 de septiembre de 1896 | Abril de 1898     |
| HMS Jupiter       | J & G Thomson, Clydebank   | 24 de abril de 1894      | 18 de noviembre de 1895  | Mayo de 1897      |
| HMS Magnificent   | Astillero de Chatham       | 18 de diciembre de 1893  | 19 de diciembre de 1894  | diciembre de 1895 |
| HMS Majestic      | Base Naval de Portsmouth   | Febrero de 1894          | 31 de enero de 1895      | Diciembre de 1895 |
| HMS Mars          | Laird Brothers, Birkenhead | 2 de junio de 1894       | 30 de marzo de 1896      | Junio de 1897     |
| HMS Prince George | Base Naval de Portsmouth   | 10 de septiembre de 1894 | 22 de agosto de 1895     | Noviembre de 1896 |
| HMS Victorious    | Astillero de Chatham       | 28 de mayo de 1894       | 19 de octubre de 1895    | Noviembre de 1896 |

## Historial de servicio

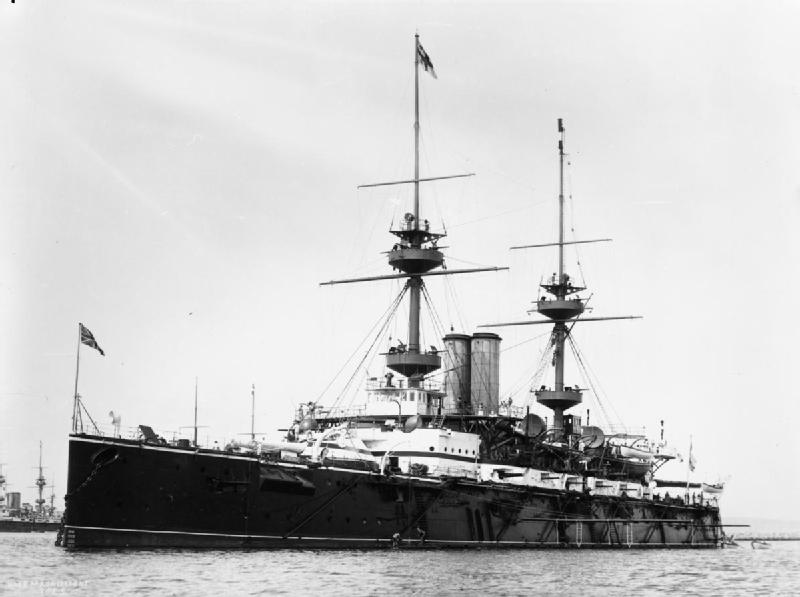
El Magnificent en 1899

Los buques Majestic, Magnificent, Jupiter, Mars, Prince George y Hannibal sirvieron en la Flota del Canal desde su puesta en servicio, con el Magnificent como buque insignia desde 1895. Estuvieron presentes en el Jubileo de Diamante de la Reina Victoria en junio de 1897 y participaron en la Coronation Review del rey Eduardo VII en agosto de 1902, junto con el Hannibal. En cambio, el Caesar y el Illustrious fueron desplegados en la Flota del Mediterráneo, permaneciendo allí hasta 1903 y 1904, respectivamente, cuando regresaron al Reino Unido para unirse a sus buques gemelos en la Flota del Canal. El Victorious sirvió brevemente en la Flota del Mediterráneo en 1897 antes de ser transferido a la Estación de China en 1898, donde permaneció hasta 1900. Luego, el barco regresó para prestar servicio nuevamente en la Flota del Mediterráneo de 1900 a 1903, y en 1904 se unió a sus buques gemelos en la Flota del Canal. En 1906, rindió comisión el Majestic; al año siguiente, este último y el Magnificent fueron puestos nuevamente en servicio en la División Nore. Al mismo tiempo, los buques Caesar, Victorious y Mars fueron destinados a la División Devonport, mientras que el Hannibal, Prince George, Jupiter e Illustrious fueron comisionados a la División Portsmouth.
En marzo de 1912, el Caesar fue puesto en reserva en el 4º Escuadrón de la Home Fleet. Más tarde ese año, el Majestic, Prince George e Illustrious fueron asignados al 7º Escuadrón de Batalla. Tras la entrada del Reino Unido en la Primera Guerra Mundial en agosto de 1914, el Caesar y el Jupiter fueron asignados también al 7º Escuadrón de Batalla, que a su vez fue asignado a la Flota del Canal y tuvo la tarea de proteger a la Fuerza Expedicionaria Británica mientras cruzaba el Canal de la Mancha hacia Francia. Al mismo tiempo, el Hannibal, Mars, Magnificent y Victorious fueron asignados al 9º Escuadrón de Batalla y estacionados en Humber para proteger la costa británica. En cambio, el Illustrious se utilizó como barco de guardia para la Gran Flota e inicialmente tuvo su base en Loch Ewe.

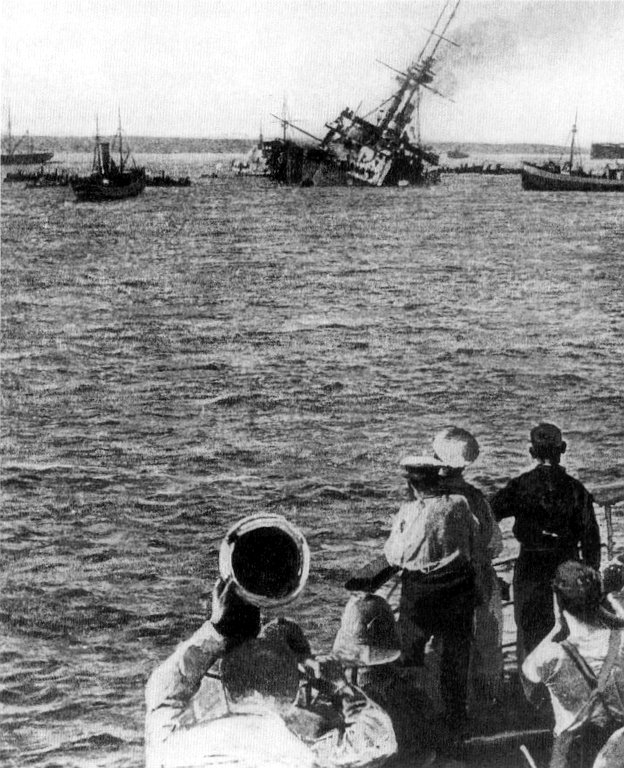
El Majestic hundiéndose en los Dardanelos el 27 de mayo de 1915

A principios de 1915, el Majestic y el Prince George participaron en la Campaña de los Dardanelos contra el Imperio Otomano; bombardearon posiciones otomanas alrededor de los Dardanelos hasta mayo, cuando el Majestic fue torpedeado y hundido por el submarino alemán U-21 frente al cabo Helles. Aproximadamente al mismo tiempo, el Prince George fue alcanzado por un proyectil de una batería costera otomana, que requirió reparaciones en Malta. El Hannibal, Magnificent, Victorious y Mars fueron desarmados a principios de 1915 y se les retiraron los 12 cañones principales para armar a los monitores clase Lord Clive. El Illustrious fue desarmado de manera similar, con dos de sus armas con destino a las Tyne Turrets. El Hannibal, Magnificent y Mars se utilizaron luego como barcos de tropas durante las operaciones frente a los Dardanelos. A finales de 1915, después de la conclusión de la Campaña de los Dardanelos, el Hannibal estaba estacionado en Egipto como barco depósito, mientras que el Magnificent y el Mars regresaron al Reino Unido para ser utilizados como barco de municiones y barco de depósito, respectivamente.
El Victorious se convirtió en barco auxiliar de reparaciones en 1915-1916 y tuvo su base en Scapa Flow, la base principal de la Gran Flota. El Jupiter fue transferido a la Patrulla del Canal de Suez a mediados de 1915, antes de regresar a Devonport a finales de 1916 para finalizar la comisión. En 1916, el Illustrious se había convertido en un almacén y tenía su sede en Chatham; allí se le unió el Príncipe George, entonces convertido en buque de alojamiento de tropas. Desde diciembre de 1914 hasta septiembre de 1918, el Caesar estuvo empleado como barco de guardia, primero en Gibraltar y luego en la Estación de América del Norte y las Indias Occidentales. Sirvió en el Escuadrón del Adriático en septiembre de 1918 y luego en el Escuadrón del Egeo en octubre. Después de la guerra, apoyó la intervención aliada en la Guerra Civil Rusa en el Mar Negro como barco depósito; este buque fue el último pre-dreadnought británico en servir en el extranjero en cualquier capacidad.
El Hannibal y el Jupiter se vendieron en enero de 1920 y posteriormente fueron desguazados en Italia y Reino Unido, respectivamente. El Illustrious siguió a sus buques gemelos a su destino final en junio de 1920, siendo desguazado en Barrow-in-Furness. El Caesar fue apartado del servicio en abril de 1920 y finalmente vendido para desguace en Alemania en julio de 1922. El Magnificent y el Mars fueron vendidos para chatarra en mayo de 1921 y desguazados en Inverkeithing y Briton Ferry, respectivamente. El Prince George fue vendido para desguace en Alemania en septiembre, pero en el camino encalló frente a Camperduin. El Victorious pasó a llamarse Indus II en 1920 y finalmente se vendió como chatarra en diciembre de 1922.